# Sporadisk E radioudbredelse
Sporadisk E eller Es er en usædvanlig form for radioudbredelse, der benytter visse egenskaber af jordens atmosfæres ionosfære. Hvor de fleste former for ionosfære anvender den normale og cykliske F-lag i ionosfæren til at reflektere eller refraktere radioudbredelse tilbage mod jorden, anvender Sporadisk E radioudbredelse mindre "skyer" af usædvanligt ioniseret gas i den nedre del af E-laget (typisk i højder omkring 90 til 160 km).
Sporadisk E tillader langdistancekommunikation ved VHF-frekvenser udover normal "Line-of-sight".
Som navnet indikerer er Sporadisk E en abnorm hændelse - og Sporadisk E kan i princippet ske når som helst; Sporadisk E har dog en sæsonbetonet mønster. Sporadisk E aktivitet topper om sommeren i begge halvkugler. I Nordamerika topper Sporadisk E typisk midt-til-sen juni, og falder af i sen juli og tidlig august. En mindre Sporadisk E top ses omkring vintersolhverv.

## Reference
1. ↑  af.mil: September 10, 2020, Air Force Research Laboratory tracks Sporadic E Citat: "...The new method developed by Obenberger and collaborators at AFRL and the University of New Mexico, leverages the unintentional RF emissions from power lines, and using broadband radio noise, they can map and track dense Sporadic E structures...", backup
2. 1 2  vushf.dk: Sporadisk E sæsonen er igang Citat: "...Sporadisk E er gode forhold på steroider. Signalstyrkerne kan være meget store, distancerne lange +6000 km er blevet rapporteret og åbningerne kan vare fra få minutter til mange timer. Man kan køre meget, også med beskedent udstyr...For radioamatører er det 10 m, 6m, 4m, 2m og en meget sjælden gang 1,25 m båndene der oplever fænomenet. Jo højere frekvens jo lavere er chancen for sporadisk E, og forholdet er nærmest eksponentielt. Hvor sporadisk optræder hyppigt eller meget hyppigt på 10m og 6m er det en sjældenhed på 2m, med kun en håndfuld åbninger om året...", backup
3. ↑  Elsevier Journal of Atmospheric and Solar-Terrestrial Physics. Volume 60, Issue 4, March 1998, Pages 413-435: Sporadic E: current views and recent progress Citat: "...Finally, we find that “true” sporadic E—an altitude-thin E region layer at an unpredictable altitude and/or an unexpected intensity—is found in a rich context of related phenomena that includes the tidal ion layers, electric-field-induced layers, HF/VHF radar quasi-periodic echoing (QPE) regions, and an apparently newly observed phenomenon descriptively termed “ion rain.”......", backup
4. 1 2 3 4  electronics-notes.com: Sporadic E, Es Propagation Citat: "...Sporadic E propagation, by its name is sporadic and unpredictable by nature, but it enables radio signals to travel over much greater distances and often at higher frequencies than would normally be possible via the ionosphere...It can often affect frequencies into the low end of the VHF spectrum where services such as VHF FM broadcasting, and PMR may experience increased levels of interference. On some occasions it can affect radio communication on frequencies of around 150MHz and sometimes even above this...Sporadic E clouds vary greatly in size and also in the intensity of the ionisation. Some clouds may be a few metres across, whereas others have been seen that are over 200 km across. The typically occur in the regions between about 90 and 120 km, although they can extend much higher than this...Sporadic E clouds form in the lower areas of the E region...Two main peaks can be seen during the course of a day for temperate zones. One occurs around midday, and the other is around 19.00...The mechanism behind sporadic E is not well understood...", backup
5. ↑  amfmdx.net. Sporadic E Reference Page. "Archived copy". Arkiveret fra originalen 2007-06-24. Hentet 2007-08-20.{{cite web}}:  CS1-vedligeholdelse: Arkivtitel brugt (link) Accessed 3 July 2008.